# Karol III Wilhelm Badeński
Karol III Wilhelm von Baden-Durlach (ur. 17 stycznia?/27 stycznia 1679 w Durlach, zm. 12 maja 1738 w Karlsruhe) – margrabia Badenii-Durlach w latach 1709–1738. W 1715 założył miasto Karlsruhe i wkrótce przeniósł tam swoją rezydencję.
Karol Wilhelm był synem margrabiego Fryderyka Magnusa Badeńskiego i Augusty Marii von Schleswig-Holstein-Gottorf. Jego dziadkami byli: margrabia Fryderyk VI i księżniczka Palatynatu-Zweibrücken-Kleeburg Krystyna Magdalena Wittelsbach oraz książę Fryderyk III von Schleswig-Holstein-Gottorf i księżniczka saksońska Maria Elżbieta Wettyn.
Studiował w Ultrechcie, Genewie i Lozannie. Podróżował do Anglii, Szwecji i Włoch. Służył w wojsku swojego wuja, margrabiego Baden-Baden Ludwika Wilhelma. W 1689 roku siedziba margrabiów Durlach została zniszczona przez wojska francuskie. Przez kilka lat trwały spory dotyczące jej odbudowania. Po śmierci Fryderyka Magnusa, Karol został jego następcą. Zdecydował o wybudowaniu nowej rezydencji letniej, która stała się zaczątkiem nowego miasta Karlsruhe.

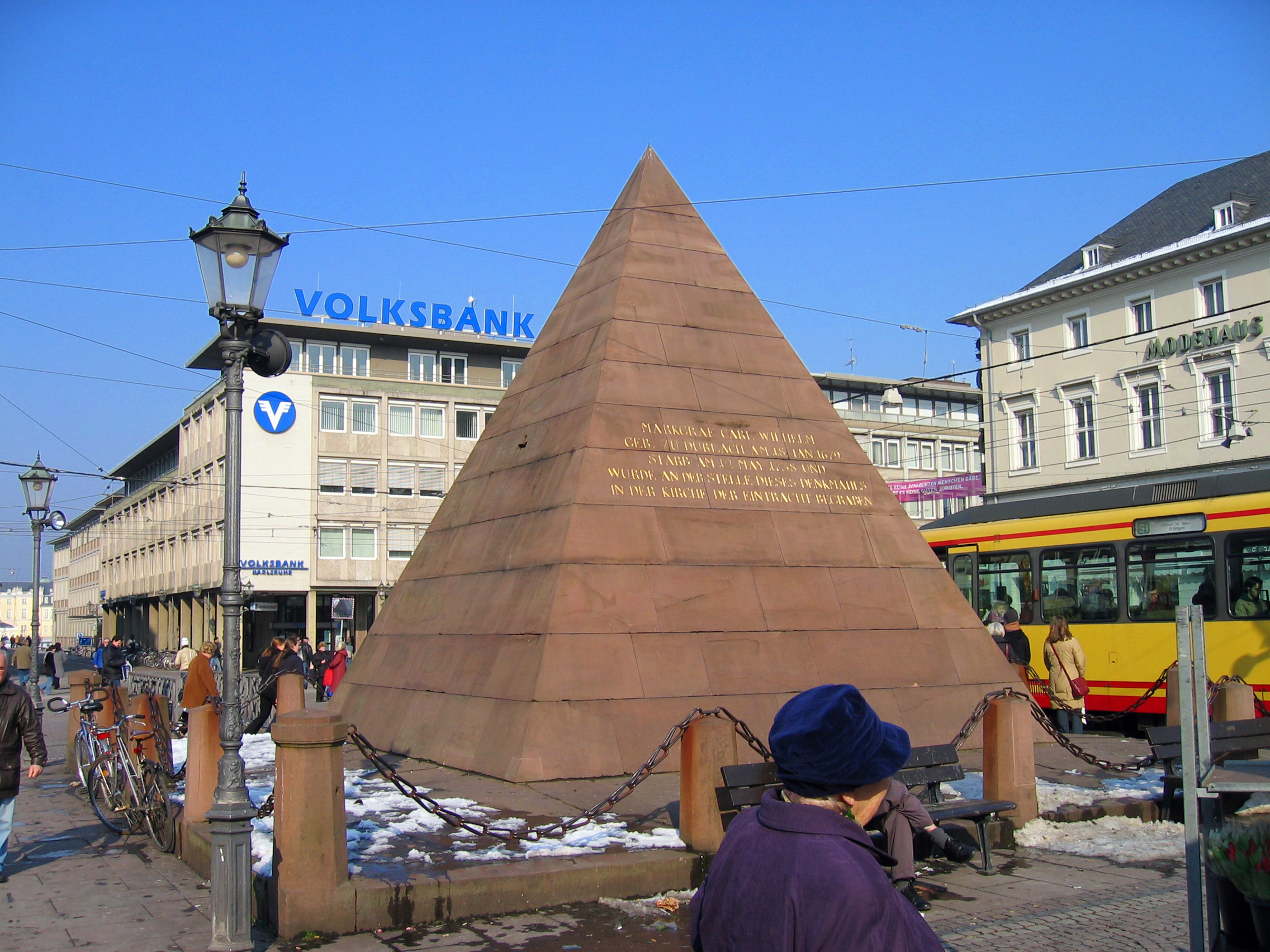
Piramida na Rynku w Karlsruhe – grobowiec Karola Wilhelma

Karol Wilhelm umarł 12 maja 1738 roku, został pochowany na rynku w Karlsruhe w specjalnie wybudowanym mauzoleum w kształcie piramidy. Jego następcą został wnuk Karol Fryderyk Badeński, syn zmarłego w 1732 roku Fryderyka i księżniczki orańskiej Anny Nassau-Dietz-Oranien. Karol Fryderyk miał jednak dopiero 10 lat, dlatego też do czasu uzyskania przez niego pełnoletniości regencję sprawował Karol August Badeński, syn brata Karola III Wilhelma - Christiana Badeńskiego.

## Potomstwo
Karol III Wilhelm poślubił 27 czerwca 1697 Magdalenę Wilhelminę Wirtemberską (1677-1742), córkę księcia Wirtembergii Wilhelma Ludwika i księżniczki Hesji-Darmstadt Magdaleny Sybilli. Z tego małżeństwa miał troje dzieci:
- Karol Magnus (ur. 21 stycznia 1701, zm. 12 stycznia 1712)
- Fryderyk (ur. 7 października 1703, zm. 26 marca 1732)
- Augusta Magdalena (ur. 13 listopada 1706, zm. 25 sierpnia 1709)